# Fushigiboshi no Futagohime
Fushigiboshi no Futagohime (ふしぎ星の☆ふたご姫, litt. « Princesse jumelle de planète Merveille ») est un anime en 103 épisodes de 24 minutes produit par Hal Film Maker et diffusé entre le 2 avril 2005 et le 31 mars 2007.
Une adaptation manga de Birthday est prépubliée dans le magazine Ciao entre Janvier 2005 et Janvier 2006 et publiée en un total de deux volumes reliés par l'éditeur Shōgakukan.

## Synopsis
La planète Merveille est habitée par sept royaumes, tous soutenus par la Bénédiction du Soleil du Royaume Ensoleillé. Cependant, à leur insu, la Bénédiction du Soleil est sur le point de s'éteindre et la planète Merveille sera bientôt couverte de ténèbres. Les princesses jumelles de 8 ans, du Royaume Ensoleillé, Fine et Rein, apprennent le déclin de planète Merveille auprès de la princesse Grace, la princesse légendaire du Royaume Ensoleillé qui avait sauvé la bénédiction du soleil il y a des années. Grace envoie Poomo, une fée, pour les guider alors qu'elle leur donne le pouvoir de la proéminence, ce qui leur permet d'utiliser la magie qui leur permettra de sauver la bénédiction du soleil. Pendant ce temps, Fine et Rein commencent à assister aux Fêtes de princesse, des concours prestigieux entre toutes les princesses de chaque royaume.
Des mois plus tard, Fine, Rein et les autres princesses et princes quittent la planète Merveille pour fréquenter la Académie royale des merveilles, afin d'obtenir leurs certifications pour devenir les rois et les reines de leurs royaumes. Cependant, Fine et Rein sont choqués de découvrir que l'école décourage l'amitié. Lors de l'orientation de l'école, le directeur adjoint présente le Soleil Bell, qui ne sonnera que si la princesse universelle choisie la touche. Lorsque Fine et Rein le touchent accidentellement, le Soleil Bell les choisit comme les prochaines Princesses Universelles, réveillant les fées Pyupyu et Kyukyu pour les aider et leur donnant de la magie qui leur permettra d'arrêter le pouvoir de la planète de cristal noir menaçant l'univers.

## Personnages

### Royaume Ensoleillé
Fine (ファイン)
Voix japonaise : Megumi Kojima
L'un des principaux protagonistes de la série et l'une des princesses jumelles de Royaume Ensoleillé.
Rein (レイン)
Voix japonaise : Yuko Goto
Rein est l'autre protagoniste principal de la série et l'autre princesse jumelle de Royaume Ensoleillé.

## Liste des épisodes

### Fushigiboshi no Futagohime
| No | Titre français                              | Titre japonais                      | Titre japonais                        | Date de 1re diffusion |
| No | Titre français                              | Kanji                               | Rōmaji                                | Date de 1re diffusion |
| -- | ------------------------------------------- | ----------------------------------- | ------------------------------------- | --------------------- |
| 1  | Sourires les plus doux: Princesses jumelles | とびきりスマイル☆ふたごのプリンセス | Tobikiri Sumairu: Futago no Purinsesu | 2 avril 2005          |

### Fushigiboshi no Futagohime Gyu!
| No     | Titre français                                                                | Titre japonais                 | Titre japonais                               | Date de 1re diffusion |
| No     | Titre français                                                                | Kanji                          | Rōmaji                                       | Date de 1re diffusion |
| ------ | ----------------------------------------------------------------------------- | ------------------------------ | -------------------------------------------- | --------------------- |
| 1 (52) | Une nouvelle école ☆ Visez à vous faire des amis avec un million de personnes | 新しい学校☆目指せ友だち100万人 | Atarashii gakkou☆Mezase tomodachi 100man jin | 1er avril 2006        |